# Lodetto
Lodetto is een plaats (frazione) in de Italiaanse gemeente Rovato.